# Юлипулли, Туомо
Ту́омо Са́кари Ю́липулли (фин. Tuomo Sakari Ylipulli; 3 марта 1965, Рованиеми, Финляндия — 23 июля 2021) — финский прыгун с трамплина, олимпийский чемпион и двукратный чемпион мира в командном турнире.

## Карьера
Туомо Юлипулли родился в 1965 году в большой спортивной семье. Старший брат Хейкки (род.1961) — прыгун с трамплина. Еще один брат Юкка (род. 1963) известный двоеборец, бронзовый призёр Олимпиады в Сараево. Младший брат Раймо (род.1970) также прыгун с трамплина, серебряный призёр чемпионата мира 1991 года в командном первенстве.
В Кубке мира Туомо Юлипулли дебютировал 30 декабря 1982 в Оберстдорфе во время первого этапа Турне четырёх трамплинов, где показал 14-й результат. В том же сезоне на полётном этапе в норвежском Викерсунне был третьим, завоевав первый кубковый подиум в карьере. В марте 1983 года на домашнем чемпионате мира среди юниоров, который прошёл в Куопио, завоевал бронзовую медаль в личном турнире.
В 1985 году дебютировал на чемпионатах мира. В австрийском Зеефельде Юлипулли не слишком удачно выступил в личных прыжках не попав в двадцатку лучших, зато в командном турнире вместе с Пентти Кокконеном, Матти Нюкяненом и Яри Пуйкконеном стал чемпионом мира.
В начале 1987 года на последнем этапе Турне четырёх трамплинов в Бишофсхофене одержал свою единственную победу в карьере. Месяц спустя на чемпионате мира в Западной Германии защитил чемпионское звание в командном турнире, кроме того неплох выступил в индивидуальных турнирах, показав седьмой результат на нормальном трамплине и десятый на большом.
Последним крупным турниром в карьере финского летающего лыжника стала Олимпиада в Калгари. Юлипулли не выступал в личных первенствах, но в командном турнире вместе с Нюкяненом, Пуйкконеном и Ари-Пеккой Никколой стал олимпийским чемпионом, после чего завершил спортивную карьеру.